# Cunard-White Star Line
«Кунард-Уайт Стар Лайн» (англ. Cunard-White Star Line Limited) — британская судоходная компания, существовавшая с 1934 по 1949 год в результате слияния «Кунард Лайн» и «Уайт Стар Лайн». За годы своего существования она имела в составе своего флота более тридцати кораблей. Среди них были «Куин Мэри», обладатель голубой ленты Атлантики до 1952 года, и «Куин Элизабет», самое большое судно в мире в то время.

## Предыстория
Основанные в середине XIX века, «Кунард Лайн» и «Уайт Стар Лайн» были крупнейшими судоходными компаниями на североатлантической линии. Соответственно, «Кунард» и «Уайт Стар» составляли друг другу конкуренцию за первенство в маршрутах между Европой и Новым Светом. Образовавшаяся ситуация, а именно условия конкуренции, подталкивала компаний на постоянное усовершенствование своих судов, что привело к ускоренному развитию кораблестроительной индустрии. Так, появление на свет «Лузитании» и «Мавритании» (оба — «Кунард Лайн»), а также лайнеров класса «Олимпик» («Уайт Стар Лайн») в начале XX столетия стали знаменательными событиями в эволюции судостроения.
Однако в ходе Первой мировой войны компании потеряли огромное количество своих судов. Только лишь «Кунард Лайн» в 1914—1918 годах лишилась 23 кораблей. Впоследствии Британия и её союзники восполнили потерю флота кораблями проигравшей войну Германии. В частности, лайнеры класса  Император: «Кунард Лайн» достался лайнер «Император», позднее переименованный в «Беренгарию». «Уайт Стар» же приобрел лайнеры «Бисмарк» и «Колумб», к тому времени ещё не достроенные. Последние два судна также получили новые названия — «Маджестик» и «Гомерик» соответственно. К тридцатым годам XX века флагманские корабли «Кунарда» и «Уайт Стар», построенные ещё в первых декадах столетия, начали устаревать, и назревала необходимость постройки лайнеров нового поколения. Таким образом, в 1928 году «Уайт Стар Лайн» даёт верфи «Харланд энд Вольф» заказ на постройку судна «Океаник», Кунард Лайн также начинает разработку тогда ещё известного под названием «проект 534» «Куин Мэри». Однако кризис 1929 года не мог не сказаться на финансовом положении компаний, и строительство кораблей останавливается. Если же «Уайт Стар» решил окончательно остановить проект, построив вместо «Океаника» корабли меньших размеров «Британник»  и «Джорджик», то «Кунард» лишь временно прекращает работы по своему судну. Таким образом, назревали условия для объединения компаний.

## История
Британское правительство было заинтересовано в появлении одной новой, более сильной компании вместо старых двух. Воспользовавшись случаем, в 1933 году государство пообещало выделить финансовые средства компаниям «Кунард Лайн» и «Уайт Стар Лайн» на окончание строительства «Куин Мэри» в случае их слияния. Объединение в одну компанию было, возможно, самым оптимальным вариантом как для «Кунарда», так и для «Уайт Стар». Таким образом, 30 декабря 1933 года был подписан договор о слиянии. В следующем году акт был одобрен правительством, и с 10 мая 1934 года новообразованная компания «Кунард-Уайт Стар Лайн» начала свою работу. Со стороны «Кунард Лайн» во флот компании вошли пятнадцать кораблей, включая недостроенную «Куин Мэри». Вклад «Уайт Стар Лайн» составлял всего одиннадцать судов, среди которых были «Олимпик», последний лайнер класса «Олимпик», и «Маджестик», самое большое судно в мире на тот момент. Исходя из данных обстоятельств, «Кунард Лайн» получила 62 % акций новой компании, а «Уайт Стар Лайн» достались оставшиеся 38 %.
Получившая контрольный пакет акций сторона «Кунард Лайн» начала доминировать. В 1934—1936 годах на слом были отправлены 7 из 11 кораблей «Уайт Стар Лайн», ещё один был продан. В целом значительная часть кораблей была устаревшей, и содержать их в компании стало невыгодно. Так, в 1935 «Мавритания» и «Олимпик» были исключены из состава флота. В следующем году «Маджестик», бывший флагман «Уайт Стар Лайн», также был продан на металлолом (однако прослужил ещё три года в адмиралтействе). На замену данным кораблям приходят новые «Куин Мэри» и «Куин Элизабет». Они были изготовлены в стилистике «Кунард Лайн», то есть имели красный окрас труб, характерную для кораблей «Кунарда» форму корпуса и т. д. Старые судна сохранили окраску своих бывших компаний. Также все лайнеры несли флаги как «Кунард Лайн», так и «Уайт Стар Лайн», даже после переименования компании в «Кунард Лайн» в 1950 году. 
После начала Второй мировой войны корабли «Кунард-Уайт Стар Лайн» были реквизированы государством. В ходе войны затонуло восемь кораблей — 7 бывших судов «Кунард Лайн» и 1 корабль «Уайт Стар» («Лаурентик»). После войны часть кораблей была переоборудована, многие стали курсировать уже по новым маршрутам.
В 1947 «Кунард Лайн» выкупает до этого не принадлежавшие ей 38 % акций у «Уайт Стар Лайн». В 1949 было принято решение о переименовании компании, и с 1 января следующего года она стала называться «Кунард Лайн». Последний корабль «Кунард-Уайт Стар Лайн», «Куин Элизабет», был исключён из состава флота в 1968 году. «Куин Мэри», осуществлявшая перевозки до 1967 года, сохранена до наших дней в качестве музея-отеля.